# (8776) Campestris
(8776) Campestris (2287 T-3) – planetoida z pasa głównego asteroid okrążająca Słońce w ciągu 4,41 lat w średniej odległości 2,69 au. Odkryta 16 października 1977 roku.